# For Lovers Only (film)
For Lovers Only is een romantische film geregisseerd door Michael Polish, geschreven door Mark Polish en geproduceerd door Sean O'Grady en de Polish broers. De muziek voor de film is gemaakt door Kubilai Uner en de hoofdrollen worden vertolkt door Stana Katic en Mark Polish.

## Verhaal en achtergrond
Sofia (Stana Katic) is een journaliste die tijdens een opdracht een oude liefde tegen het lijf loopt in Parijs, acht jaar nadat ze elkaar voor het laatst hebben gezien. Het verhaal borduurt voort op Claude Lelouchs A Man and a Woman en French New Wave (nouvelle vague) en richt zich op het vertrek uit Parijs waar het koppel gebruikmaakt van verschillende transportmiddelen: trein, auto en motor. Hun reis gaat van Normandië naar Saint Tropez.
De film, die gefilmd werd in Parijs en op verschillende locaties in Europa, kende zijn wereldpremière op 29 mei 2011 tijdens de eenenvijftigste editie van het Film Festival van Zlin. De Amerikaanse première is op 3 juni, de film is dan in Los Angeles en New York te zien.